# Konrad Zimmermann
Konrad Johannes Ernst Zimmermann (* 18. Juni 1940 in Plowdiw) ist ein deutscher Klassischer Archäologe.

## Leben und Karriere
Konrad Zimmermann wurde in Bulgarien geboren, wo sein Vater Johannes Zimmermann als Gymnasiallehrer an der Deutschen Schule in Plowdiw lehrte. Nachdem sein Vater zur Wehrmacht einberufen wurde, kehrte seine Mutter mit ihm 1942 zu ihren Herkunftsfamilien in das Erzgebirge zurück. Nach dem Krieg zog die Familie nach Königs Wusterhausen, damit sein kriegsblinder Vater an der dortigen Blindenschule wieder seinen Beruf als Lehrer für Latein, Altgriechisch und Mathematik ausüben konnte. 1959 legte Konrad Zimmermann sein Abitur am „Grauen Kloster“ ab, dem damals einzigen altsprachlichen Gymnasium in Ost-Berlin.
Nach dem Abitur begann Konrad Zimmermann mit dem Studium der Klassischen Archäologie und der Altorientalistik an der Humboldt-Universität zu Berlin. 1964 legte er seine Diplomprüfung ab und wurde Wissenschaftlicher Assistent bei Gottfried von Lücken am Archäologischen Institut der Universität Rostock. Die Promotion zum Thema Athenastandbilder in Dresden. Ihre Erwerbung und ihre Stellung in der Entwicklung des griechischen Athenabildes als Beitrag zur Geschichte der Dresdener Antikensammlung erfolgte im Dezember 1969. Gutachter waren Ludger Alscher und Gottfried von Lücken. 1983 folgte die Promotion B zum Thema Dachterrakotten griechischer Zeit aus Histria. Untersuchungen zur Typologie, Datierung und Verbreitung keramischer Bauelemente im Schwarzmeergebiet. Gutachter war neben Petre Alexandrescu und Wolfgang Schindler erneut Ludger Alscher. 1972 wurde Zimmermann Oberassistent in Rostock, wo er bis zur Neustrukturierung des Faches nach der Wende 1992 der einzige Vertreter seines Faches war. Seit der Habilitation 1987 war er bis 1992 Hochschuldozent für Klassische Archäologie. Nach der wendebedingten Neuordnung der Universität wurde Zimmermann 1992 zum Lehrstuhlinhaber in Rostock berufen. 2005 erfolgte die Emeritierung, Nachfolger wurde Detlev Wannagat.
Seit 1991 war Zimmermann bis 1995 Sprecher des neu begründeten Heinrich Schliemann-Institut für Altertumswissenschaften und maßgeblich an dessen Aufbau beteiligt. Seit 1990 gehörte er bis zu seiner Emeritierung ohne Unterbrechung dem Rat der Philosophischen Fakultät an und fungierte zwei Amtsperioden – von 1994 bis 1996 und von 1998 bis 2000 – als deren Prodekan. 1990 bis 1996 und 1998 bis 2004 war er Mitglied des Konzils. Als Lehrstuhlinhaber war Zimmermann zugleich Direktor der Archäologischen Sammlung sowie der des ehemaligen Akademischen Münzkabinetts der Universität. 1991 bis 1994 übte er die Funktion des Ortsvorsitzenden Rostock des Deutschen Hochschulverbandes aus und war von 1992 bis 1996 Vorstandsmitglied des Deutschen Archäologen-Verbandes. 1993 bis 1997 war Zimmermann Mitglied in der Studienkommission der Mommsen-Gesellschaft. Er ist seit 1990 Mitglied des Deutschen Archäologischen Instituts (DAI) und war von 1994 bis 2008 Vertreter Mecklenburg-Vorpommerns und Brandenburgs in der Zentraldirektion des DAI.
Zimmermann war Mitarbeiter mehrerer Großprojekte auf dem Gebiet der Klassischen Altertumswissenschaften der DDR. Daneben forschte er vor allem zur griechischen und römischen Plastik sowie zur griechischen Keramik und Dachterrakotten. Ein Forschungsschwerpunkt ist die Schwarzmeerarchäologie, in Histria nahm er an Ausgrabungen teil. Zudem beschäftigt sich Zimmermann mit der Geschichte der Klassischen Archäologie, insbesondere den Biografien von Johann Joachim Winckelmann und Heinrich Schliemann. Er war an der Konzeption und dem Aufbau der Heinrich-Schliemann-Gedenkstätte in Neubukow maßgeblich beteiligt.

## Schriften (Auswahl)
- Griechische Kleinkunst. Skulpturen, Vasen, Bronzen, Terrakotten, Münzen. Kunsthalle Rostock, Rostock 1973.
- Griechische Vasen des 7. bis 4. Jahrhunderts. Insel, Leipzig 1973 (mehrere Auflagen, darunter auch im westdeutschen Frankfurter Insel-Verlag: ISBN 3-458-08980-2).
- (Hrsg.): Die Dresdener Antiken und Winckelmann (= Schriften der Winckelmann-Gesellschaft Bd. 4). Akademie-Verlag, Berlin 1977.
- mit Huberta Heres und Hans Hoffmann: Römische Porträts, Staatliche Museen – Antikensammlung, Berlin 1981.